# Sega VR
Sega VRは、かつてセガが開発していたヘッドマウントディスプレイを使用する仮想現実システム。

## 概要
1993年にコンシューマー・エレクトロニクス・ショーでコンシューマーゲーム機用のヘッドマウントディスプレイと仮想現実システムとして発表された。当時のポピュラーサイエンス誌の表紙を飾るなど、仮想現実の実用化の到来を予期させるものだった。
実機試験が繰り返され、商品化されつつあったものの、健康に与える影響が懸念され、市販には至らなかった。
当時は技術水準(特にコンピュータの処理能力、トラッキングセンサーの性能)が現在の視点から見れば仮想現実を実現するためには不十分だったものの、バーチャルボーイのように主にゲーム機をはじめとしてアーケードゲームのVirtuality等、各方面で開発が試みられた時代背景がある。
また1994年には並行して開発が進められていたVRアトラクション「VR-1 スペースミッション」がジョイポリス（横浜）に導入された。それらの経験はのちのZERO LATENCY VRやライド型アトラクション・ワイルドツアーシリーズの運営に活用される。
開発中止から15年以上が経過した2020年、ゲーム保護組織の運営者であるダスティン・ハバード（Dustin Hubbard）は、同デバイス向けのソフトを開発していたケネス・ハーリー（Kenneth Hurley）という人物から、"Nuclear Rush"というソフトのソースコードの提供を受ける。
ビデオゲーム歴史保存協会のリッチ・ホワイトハウス（Rich Whitehouse）がこのソースコードをもとにサルベージを行い、現行（2020年時点）のOSならびにVRデバイスに向けた最適化を施したうえでエミュレータとROMのセットを公開した。
サルベージにより、同作の画面リフレッシュレートが15Hzに固定されていたことが判明しており、一部のメディアからはこれがプレイヤーの健康問題を引き起こしたのではないかと指摘している。
また、本デバイスの自由度が3であることも判明しており、これは同デバイスがユーザーの頭の左右の回転と傾きしか検知せず、立ったり歩きながらのプレイができないことを意味する 。